# Daniel Vosovic
Daniel Vosovic, född 25 mars 1981 i Grand Rapids i Michigan, är en modedesigner och en av finalisterna i säsong 2 av Project Runway. Han vann Project Runway All Star Challenge, som sändes den 20 augusti 2009.
Vosovic föddes i Grand Rapids i Michigan och växte upp i den närliggande staden Lowell. Han är öppet homosexuell och bor för närvarande i New York. Han har publicerat en bok, Fashion Inside Out, som släpptes den 28 oktober 2008. Han har också varit med i sångaren Anya Marinas musikvideo av hennes cover på "Whatever You Like" av T.I. Videon lades upp på YouTube den 12 november 2009.
Han lanserade sin egen modekollektion i februari 2010.